# Schopfige Steppenkerze
Die Schopfige Steppenkerze (Eremurus comosus) ist eine Pflanzenart aus der Gattung Steppenkerzen (Eremurus) in der Unterfamilie der Affodillgewächse (Asphodeloideae).

## Merkmale
Die Schopfige Steppenkerze ist eine ausdauernde, krautige Pflanze, die ein Rhizom ausbildet und Wuchshöhen von meist 70 bis 100 (50 bis 120) Zentimeter erreicht. Die Laubblätter sind linealisch, gekielt, behaart und meist 10 bis 15 (6 bis 30) Millimeter breit. Das Perigon ist schmal glockig, rosa gefärbt mit schmutziggrünen Nerven, und 8 bis 11 Millimeter lang. Es ist nach der Blütezeit oben zu einer Kappe verklebt und wird von der wachsenden Frucht abgeworfen. Die Kapselfrucht ist an den Schaft angedrückt, kugelig, glatt und weist einen Durchmesser von 12 bis 17 Millimeter auf.
Die Blütezeit reicht von Mai bis Juli.
Die Chromosomenzahl beträgt 2n = 14+6B.

## Vorkommen
Die Schopfige Steppenkerze kommt im West-Pamir-Alai in Ferula-, Prangos- und Aegilops-Fluren, lockerem Dorngebüsch und auf steinig-schotterigen Hängen in Höhenlagen von 800 bis 1600, zum Teil bis 2000 Meter vor.
Das Verbreitungsgebiet reicht von Zentralasien bis Afghanistan.

## Nutzung
Die Schopfige Steppenkerze wird selten als Zierpflanze genutzt.